# Åvattnet (Anundsjö socken, Ångermanland, 704485-160232)
Åvattnet är en sjö i Örnsköldsviks kommun i Ångermanland och ingår i Moälvens huvudavrinningsområde. Sjön har en area på 0,132 kvadratkilometer och ligger 132 meter över havet.

## Delavrinningsområde
Åvattnet ingår i det delavrinningsområde (704522-160190) som SMHI kallar för Utloppet av Åvattnet. Medelhöjden är 137 meter över havet och ytan är 0,52 kvadratkilometer. Det finns inga avrinningsområden uppströms utan avrinningsområdet är högsta punkten. Vattendraget som avvattnar avrinningsområdet har biflödesordning 4, vilket innebär att vattnet flödar genom totalt 4 vattendrag innan det når havet efter 65 kilometer. Avrinningsområdet består mestadels av skog (42 procent). Avrinningsområdet har 0,13 kvadratkilometer vattenytor vilket ger det en sjöprocent på 25,8 procent.